# Thomas Jackling
Thomas Jackling, detto Tom Johnson (Derby, 1750 – Cork, 21 gennaio 1797), è stato un pugile britannico, campione del regno unito di pugilato dal 1783 al 1791.

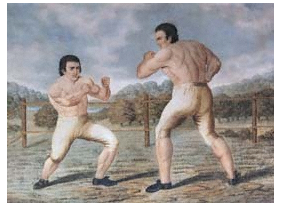
Tom Johnson (a sinistra) sfida Isaac Perrins nel 1789: si noti che i due pugili non hanno i guantoni

Dal 1750 al 1780 il pugilato inglese attraversò una fase molto oscura della sua storia. Incontri truccati e decisioni discutibili avevano caratterizzato molti degli incontri disputati fino ad allora. Tom Johnson è considerato colui che riportò onore e rispettabilità allo sport che James Figg aveva definito 50 anni prima la noble art. Molti storici lo definiscono un nuovo Jack Broughton.
Conquistò il titolo, lasciato vacante dal pugile irlandese Duggan Fearns, nel 1783. Difese il titolo per quasi dieci anni contro una serie di agguerriti sfidanti. Nel 1789 sconfisse Isaac Perrin in un incontro memorabile al tal punto che la sfida fu ricordata con un'effigie su un medaglione di bronzo.
Fu sconfitto, all'età di 40 anni, nel 1791 dal pugile Benjamin Brain, che divenne il nuovo campione. L'incontro sarebbe dovuto svolgersi un anno prima se Brain non avesse avuto problemi di salute.
Dopo la sconfitta Tom si ritirò dalla carriera pugilistica.

## Elenco delle note
1. ↑   Pioneer, su www.ibhof.com. URL consultato il 22 novembre 2024.
2. ↑  (EN) Pierce Egan, Boxiana; Or, Sketches of Ancient and Modern Pugilism: From the days of the renowned Broughton and Slack, to the championship of Cribb, George Virtue, 1830. URL consultato il 22 novembre 2024.
3. ↑  (EN) The Sportsman's Magazine of Life in London and the Country, 1845. URL consultato il 22 novembre 2024.
4. ↑  (EN) Pierce Egan, Boxiana; Or, Sketches of Ancient and Modern Pugilism: From the days of the renowned Broughton and Slack, to the championship of Cribb, George Virtue, 1830. URL consultato il 22 novembre 2024.